# Основа (партія)
Політи́чна па́ртія «Осно́ва» (попередні назви «Громадянин», «Партія державного нейтралітету України») — українська політична партія, створена 10 лютого 2017 року. Голова партії (10.02.2017 -31.05.2019р.) — Андрій Ніколаєнко. Лідерами партії були — народний депутат України (позафракційний) Сергій Тарута, Володимир Полочанінов.
В партію «Основа» входять 22 обласних, 29 міських та 52 районних осередків організації.

## Ідеологія
Ідеологія партії базується на принципах ліберального консерватизму і демократії. Головною цінністю згідно з цією ідеологію є людина.

## Історія
Партія створена 10 лютого 2017 року. Протокол засідання політради політичної партії «Основа» №1/2017 від 10 лютого 2017 року. 
22 вересня 2018 року партія «Основа» провела з'їзд у Києві, на якому 87% партійців проголосували «за» затвердження результатів загальнопартійних праймеріз, на яких народний депутат України Сергій Тарута був обраний кандидатом від «Основи» на чергових президентських виборах. 
На З'їзді також було презентовано проєкт партійної платформи «Наша Основа», в якому визначені основні орієнтири партії: безпека України, її економічний розвиток, використання геополітичного положення України як моста між Європою та Азією, стимулювання розвитку технологій та підвищення добробуту громадян.

## Цікаві факти
20 липня 2018 року голова політичної партії «Основа» Андрій Ніколаєнко підписав меморандум про спільні дії партії «Основа» з командою  Доктрина стрімкого розвитку «Україна-2030», що стала економічною платформою партії «Основа».
20 серпня 2018 року політична партія «Основа» підписала Меморандум про співпрацю з громадською організацією «Біла Стрічка». Документом передбачається об'єднання зусиль для захисту прав жінок у суспільстві, зокрема: підтримка «гендерних» ініціатив, поширення інформації про випадки насильства та правова допомога.